# Bóbita
„Bóbita, Bóbita táncol,

Körben az angyalok ülnek,

Béka-hadak fuvoláznak,

Sáska-hadak hegedülnek.
Bóbita, Bóbita játszik,

Szárnyat igéz a malacra,

Ráül, igér neki csókot,

Röpteti és kikacagja.
Bóbita, Bóbita épít,

Hajnali köd-fal a vára,

Termeiben sok a vendég,

Törpe-király fia-lánya.
Bóbita, Bóbita álmos,

Elpihen őszi levélen,

Két csiga őrzi az álmát,

Szunnyad az ág sürüjében.”
A Bóbita női nevet Weöres Sándor alkotta meg a bóbita szóból.

## Gyakorisága
Az újszülötteknek az 1990-es években nem lehetett anyakönyvezni. A 2000-es és a 2010-es években sem szerepelt a 100 leggyakrabban adott női név között.
A teljes népességre vonatkozóan a Bóbita sem a 2000-es, sem a 2010-es években nem szerepelt a 100 leggyakrabban viselt női név között.